# Tobin Rote
Tobin Cornelius Rote (San Antonio, 18 gennaio 1928 – Saginaw, 27 giugno 2000) è stato un giocatore di football americano statunitense che ha giocato nel ruolo di quarterback nella National Football League (NFL) nella Canadian Football League (CFL) e nella American Football League (AFL). Al college giocò a football alla Rice University.

## Carriera professionistica

### Green Bay Packers
Rote fu scelto nel corso del secondo giro (17º assoluto) del Draft NFL 1950 dai Green Bay Packers. Disputò complessivamente sette stagioni nel Wisconsin, guidando lo sfortunato attacco dei Packers con una difesa che era sempre tra le peggiori della lega. Oltre che nei passaggi, Rote guidò tre volte i Packers in yard corse e cinque volte in touchdown su corsa. Nel corso della sua carriera a Green Bay, Rote si classificò terzo per passaggi da touchdown nella lega, dietro solo a Bobby Layne e Norm Van Brocklin. Fu anche primo nella NFL per yard corse da un quarterback e secondo per touchdown su corsa tra i pari ruolo.
La migliore stagione della carriera di Rote fu sicuramente quella del 1956: malgrado la sua squadra avesse terminato solamente con un record di 4-8, guidò la lega in yard passate (294 più del secondo) e touchdown passati (18, 6 più di Ted Marchibroda).Inoltre i suoi 11 touchdown su corsa furono il secondo risultato della NFL dietro solo a Rick Casares dei Chicago Bears. I suoi 29 touchdown totali furono allora un nuovo record NFL e sono il massimo in una stagione con un calendario da 12 partite. L'intero attacco dei Packers, escluso Rote, segnò solamente cinque altri touchdown. Tra i quarterback guidò la lega in passaggi tentati, completati, yard passate, touchdown passati, corse tentate, yard corse e touchdown su corsa.

### Detroit Lions
Dopo la stagione 1956, Rote e il defensive back Val Joe Walker furono scambiati coi Detroit Lions per quattro giocatori (l'halfback Don McIlhenny, gli offensive tackle Ollie Spencer e Norm Masters e l'offensive guard Jim Salsbury).
Rote divise i minuti in campo con Bobby Layne, superandolo però in passaggi da touchdown, minor numero di intercetti subiti, yard corse, touchdown su corsa ed ebbe un miglior record di vittorie come titolare. Layne si ruppe una gamba nel finale di stagione, lasciando Rote alla guida della squadra che condusse alla vittoria del campionato NFL. In finale batté i Cleveland Browns per 59–14 completando 12 passaggi su 19 per 280 yard e 4 touchdown, oltre a un altro TD segnato su corsa.
Green Bay invece senza Rote segnò una media di quattro punti in meno a partita malgrado gli arrivi degli Hall of Famer Bart Starr e Paul Hornung.
Layne fu scambiato coi Pittsburgh Steelers poco dopo l'inizio della stagione 1958, lasciando Rote alla guida di una squadra anziana e in rapido declino. Rote per la quarta volta guidò la propria in yard corse (un record NFL per i quarterback). Dopo una disastrosa stagione 1959, i Lions informarono Rote che sarebbe stato svincolato. Piuttosto che ritirarsi, optò per trasferirsi ai Toronto Argonauts della CFL, dove giocò per tre stagioni.

### San Diego Chargers
Alla ricerca di quarterback per guidare la squadra mentre il giovane John Hadl faceva esperienza, i San Diego Chargersdella American Football League ingaggiarono il trentacinquenne, che li guidò a un record di 11-3, venendo inserito nella formazione ideale della stagione e venendo premiato come giocatore dell'anno della AFL. Rote guidò i Chargers fino alla finale di campionato, vinta 51–10 contro i Boston Patriots. In quella gara passò 173 yard e 2 touchdown oltre a un altro TD segnato su corsa.
Nel 1964, Hadl iniziò a giocare maggiormente e San Diego scese da un record di 11–3 a 8–5–1 con l'attacco che passò dal primo al quarto posto della AFL. Rote partì come titolare nella finale del campionato AFL del 1964 contro i Buffalo Bills, ma né lui né Hadl riuscirono a combinare molto contro la forte difesa di Buffalo che vinse 20-7. Dopo quella gara, Rote annunciò il ritiro, salvo fare ritorno nel 1966 in cui giocò per un'ultima stagione con i Denver Broncos sempre nella AFL.

## Palmarès

### Franchigia
- Campione NFL: 1

Detroit Lions: 1957
- Campione AFL: 1

San Diego Chargers: 1963

### Individuale
- Convocazioni al Pro Bowl: 1

1956, 1963
- MVP della AFL: 1

1963
- Leader della NFL in passaggi da touchdown: 2

1955, 1956
- Green Bay Packers Hall of Fame

## Statistiche
| Yard passate      | 18.850 |
| Touchdown         | 148    |
| Intercetti subiti | 191    |
| Passer rating     | 56,8   |